# Música + alma + sexo
Música + alma + sexo, también conocido como MÁS,  es el nombre del noveno álbum de estudio grabado por el cantante puertorriqueño Ricky Martin. Fue lanzado al mercado bajo los sellos discográficos Sony Music Latin y Columbia Records el 31 de enero de 2011 en Europa y en los Estados Unidos el 1 de febrero de 2011. El álbum muestra apariciones por Joss Stone, Claudia Leitte, Natalia Jiménez, Paula Chaves y el dúo puertorriqueño de reguetón Wisin & Yandel. El álbum consiste en canciones en inglés y en español.
El primer sencillo del álbum "The Best Thing About Me Is You", llegó al número uno en Latin Pop Songs, entre las que se incluyen dos mezclas dance, dos versiones en inglés, una canción no lanzada y versiones en solitario de los sencillos "The Best Thing About Me Is You" y "Lo mejor de mi vida eres tú".
Una reedición del disco fue lanzada en tiendas digitales el 14 de noviembre de 2011 bajo el título Más música + alma + sexo, que contiene nuevo material extra y remezclas.

## Sencillos
- "The Best Thing About Me Is You/Lo mejor de mi vida eres tú", fue lanzado como el primer sencillo del álbum el 1 de noviembre de 2010 en todo el mundo. "The Best Thing About Me Is You" debutó en el número 71 en Billboard Hot 100. La versión en español de la canción, titulada "Lo Mejor De Mi Vida Eres Tú", llegó al número 1 en Latin Pop Songs y número 1 en Hot Latin Songs.[5]
- "Shine" fue lanzado como descarga digital el 13 de diciembre de 2010 como parte de la promoción de Música + alma + sexo.[6] No es considerado como sencillo oficial La versión en español también aparece en el álbum y se titula "Te Vas". Martin la interpretó por primera vez en el programa de USA The 12th Annual A Home For The Holidays.
- "Más" fue publicado como el segundo sencillo oficial, el 28 de marzo de 2011. Alcanzó el lugar número trece del Billboard Latin Songs y el segundo puesto del Latin Pop Songs.[7]
- "Frío" (Remix) fue lanzado como el tercer sencillo el 11 de julio de 2011. Ricky Martin filmó el video musical con Wisin & Yandel en Buenos Aires el 6 de junio de 2011.
- "Samba" fue lanzado exclusivamente en Brasil como sencillo extra con la cantante brasileña Claudia Leitte. A pesar de esto, "Samba" no es un sencillo oficial de Música + alma + sexo. El video musical se estrenó el 18 de septiembre de 2011.

## Lista de canciones
| N.º | Título                                              | Escritor(es)                                                                       | Duración |  |
| 1.  | «Más»                                               | Ricky Martin · Claudia Brant · Desmond Child · Ferras Alqaisi · Tainy              | 4:09     |  |
| 2.  | «Frío» (Voces adicionales por Yandel)               | Ricky Martin · Desmond Child · Tainy · Wisin & Yandel                              | 3:22     |  |
| 3.  | «Lo mejor de mi vida eres tú» (con Natalia Jiménez) | Ricky Martin · Andreas Carlsson · Claudia Brant · Desmond Child · Eric M. Bazilian | 3:38     |  |
| 4.  | «Te vas»                                            | Ricky Martin · Claudia Brant · Dan Keyes · Desmond Child                           | 4:30     |  |
| 5.  | «Tú y yo»                                           | Ricky Martin · Claudia Brant · Desmond Child                                       | 6:15     |  |
| 6.  | «Cántame tu vida»                                   | Ricky Martin · Claudia Brant · David Cabrera · Desmond Child · Lester Méndez       | 4:38     |  |
| 7.  | «Te buscó y te alcanzó»                             | Ricky Martin · Desmond Child · Fernando Osorio · Ferras Alqaisi · Lauren Christy   | 3:28     |  |
| 8.  | «Será será»                                         | Ricky Martin · Claudia Brant · Desmond Child · Ferras Alqaisi · Tainy              | 3:27     |  |
| 9.  | «No te miento»                                      | Ricky Martin · Desmond Child · Ferras Alqaisi · Jodi Marr · Lauren Christy         | 3:30     |  |
| 10. | «Basta ya»                                          | Ricky Martin · Claudia Brant · David Cabrera · Desmond Child · Federico Vindver    | 4:30     |  |
| 11. | «The Best Thing About Me Is You» (Con Joss Stone)   | Ricky Martin · Andreas Carlsson · Claudia Brant · Desmond Child · Eric M. Bazilian | 3:37     |  |
| 12. | «Shine»                                             | Ricky Martin · Dan Keyes · Desmond Child · Lester Méndez                           | 4:46     |  |
| 13. | «Frío (Remix)» (Con Wisin & Yandel)                 | Ricky Martin · Desmond Child · Tainy · Wisin & Yandel                              | 3:36     |  |

| Edición de lujo de Target |                                                               |              |          |  |
| N.º                       | Título                                                        | Escritor(es) | Duración |  |
| 14.                       | «Too Late Now»                                                |              |          |  |
| 15.                       | «Liar»                                                        |              |          |  |
| 16.                       | «Soñador»                                                     |              |          |  |
| 17.                       | «Lo mejor de mi vida eres tú (Jump Smokers Dance Version)»    |              |          |  |
| 18.                       | «The Best Thing About Me Is You (Jump Smokers Dance Version)» |              |          |  |
| 19.                       | «Lo mejor de mi vida eres tú (Solo Version)»                  |              |          |  |
| 20.                       | «The Best Thing About Me Is You (Solo Version)»               |              |          |  |

| Edición brasileña |                                                   |          |  |
| N.º               | Título                                            | Duración |  |
| 1.                | «Más»                                             | 4:09     |  |
| 2.                | «Frío»                                            | 3:22     |  |
| 3.                | «The Best Thing About Me Is You» (con Joss Stone) | 3:38     |  |
| 4.                | «Te Vas»                                          | 4:30     |  |
| 5.                | «Tú y yo»                                         | 6:15     |  |
| 6.                | «Cántame tu vida»                                 | 4:38     |  |
| 7.                | «Te buscó y te alcanzó»                           | 3:28     |  |
| 8.                | «Too Late Now»                                    | 3:27     |  |
| 9.                | «Samba» (feat. Claudia Leitte)                    | 4:35     |  |
| 10.               | «Shine»                                           | 4:46     |  |
| 11.               | «Basta ya»                                        | 4:30     |  |
| 12.               | «Liar»                                            | 3:30     |  |
| 13.               | «Samba» (Deeplick Remix featuring Claudia Leitte) | 5:00     |  |

## Posiciones y certificaciones
| Lista (2011)                       | Mejor posición |
| ---------------------------------- | -------------- |
| Argen.                             | 1              |
| Bélgica (Valonia)                  | 82             |
| Canadian Albums Chart              | 60             |
| Grecia                             | 5              |
| Italia                             | 52             |
| México                             | 2              |
| España                             | 3              |
| Swiss Albums                       | 49             |
| EE. UU. Billboard 200              | 3              |
| EE. UU. Billboard Top Latin Albums | 1              |
| EE. UU. Billboard Latin Pop Albums | 1              |

| Lista (2011)                       | Posición |
| ---------------------------------- | -------- |
| EE. UU.Billboard Top Latin Albums  | 8        |
| EE. UU. Billboard Latin Pop Albums | 6        |

| País           | Certificaciones |
| -------------- | --------------- |
| Argentina      | Oro             |
| México         | Platino         |
| Estados Unidos | Platino         |

## Historial de lanzamientos
| Región            | Fecha                    | Discográfica             | Formato | Catálogo     |
| ----------------- | ------------------------ | ------------------------ | ------- | ------------ |
| Europa            | 31 de enero de 2011      | Sony Music Entertainment | CD      | 88697544722  |
| Norteamérica      | 1 de febrero de 2011     | Sony Music Latin         | CD      | 754472       |
| Australia         | 11 de febrero de 2011    | Sony Music Entertainment | CD      | 88697544722  |
| Austria, Alemania | 25 de febrero de 2011    | Sony Music Entertainment | CD      | 88697841132  |
| Japón             | 16 de marzo de 2011      | Sony Music Japan         | CD      | SICP-3025    |
| Brasil            | 15 de abril de 2011      | Sony Music Entertainment | CD      | 886978411228 |
| Reino Unido       | 18 de abril de 2011      | Sony Music Entertainment | CD      | 88697544722  |
| Estados Unidos    | 14 de noviembre de 2011. | Sony Music Latin         | digital |              |
| Estados Unidos    | 15 de noviembre de 2011. | Sony Music Latin         | CD/DVD  | 886979827424 |
| Argentina         | 22 de noviembre de 2011  | Sony Music Latin         | CD/DVD  | 7987202      |